# SC Rot-Weiß Oberhausen-Rhld. 1904 2013-2014
Questa voce raccoglie le informazioni riguardanti il SC Rot-Weiß Oberhausen-Rhld. 1904 nelle competizioni ufficiali della stagione 2013-2014.

## Stagione
Nella stagione 2013-2014 il Rot Weiss Oberhausen, allenato da Peter Kunkel, concluse il campionato di Regionalliga ovest al 3º posto.

## Rosa
| N. |                        | Ruolo | Calciatore         |
| -- | ---------------------- | ----- | ------------------ |
| 1  | Germania (bandiera)    | P     | Niklas Hartmann    |
| 2  | Germania (bandiera)    | D     | Christoph Caspari  |
| 3  | Germania (bandiera)    | D     | Benjamin Weigelt   |
| 4  | Germania (bandiera)    | C     | Robert Fleßers     |
| 5  | Germania (bandiera)    | D     | Tobias Hötte       |
| 7  | Germania (bandiera)    | C     | Marcel Landers     |
| 8  | Germania (bandiera)    | D     | Felix Herzenbruch  |
| 9  | Germania (bandiera)    | A     | David Jansen       |
| 11 | Polonia (bandiera)     | C     | Patrick Schikowski |
| 13 | Germania (bandiera)    | A     | Sebastian Mützel   |
| 14 | Inghilterra (bandiera) | D     | Rhys Tyler         |
| 15 | Germania (bandiera)    | C     | Marvin Grumann     |
| 16 | Germania (bandiera)    | C     | Andreas Pollasch   |

| N. |                     | Ruolo | Calciatore         |
| -- | ------------------- | ----- | ------------------ |
| 17 | Germania (bandiera) | D     | Jörn Nowak         |
| 18 | Germania (bandiera) | C     | Kevin Steuke       |
| 19 | Germania (bandiera) | A     | Philipp Schmidt    |
| 20 | Germania (bandiera) | A     | Michael Smykacz    |
| 21 | Germania (bandiera) | C     | Ralf Schneider     |
| 22 | Germania (bandiera) | P     | Philipp Kühn       |
| 23 | Germania (bandiera) | C     | Pascale Talarski   |
| 25 | Germania (bandiera) | C     | Gideon Jung        |
| 27 | Germania (bandiera) | C     | Patrick Bauder     |
| 31 | Germania (bandiera) | D     | Felix Haas         |
| 33 | Germania (bandiera) | P     | Thorben Krol       |
| 44 | Germania (bandiera) | P     | Patrick Nettekoven |
|    | Germania (bandiera) | A     | Kevin Menke        |

## Organigramma societario
Area tecnica
- Allenatore: Peter Kunkel
- Allenatore in seconda:
- Preparatore dei portieri: Dirk Langerbein
- Preparatori atletici:
- Analisi video:

## Calciomercato

### Sessione estiva
| Acquisti | Acquisti          | Acquisti          | Acquisti |
| R.       | Nome              | da                | Modalità |
| -------- | ----------------- | ----------------- | -------- |
| C        | Robert Fleßers    | Wuppertal         |          |
| D        | Felix Herzenbruch | Wuppertal         |          |
| A        | David Jansen      | Chemnitz          |          |
| C        | Gideon Jung       | RW Oberhausen U19 |          |
| P        | Philipp Kühn      | Sandhausen        |          |
| A        | Philipp Schmidt   | Kray              |          |

| Cessioni | Cessioni              | Cessioni         | Cessioni |
| R.       | Nome                  | a                | Modalità |
| -------- | --------------------- | ---------------- | -------- |
| P        | Sebastian Tiszai      | Kavala           |          |
| D        | Angelos Eleftheriadis | SV Wilhelmshaven |          |
| A        | Gökhan Lekesiz        | Duisburg II      |          |
| A        | David Loheider        | SV Wilhelmshaven |          |
| C        | Alexander Scheelen    | RW Oberhausen II |          |
| C        | Hiromu Watahiki       | Meppen           |          |

### Sessione invernale
| Acquisti | Acquisti           | Acquisti | Acquisti |
| R.       | Nome               | da       | Modalità |
| -------- | ------------------ | -------- | -------- |
| C        | Patrick Schikowski | Velbert  |          |

| Cessioni | Cessioni        | Cessioni          | Cessioni |
| R.       | Nome            | a                 | Modalità |
| -------- | --------------- | ----------------- | -------- |
| C        | Ken Asaeda      | Eintracht Treviri |          |
| D        | Stephan Boachie | Berliner AK 07    |          |

## Risultati

### Regionalliga

#### Girone di andata
| Arbitro: | Börner |

|                   |           |                          |
| Leipertz 10’, 12’ | Marcatori | 18’ Talarski 62’ Caspari |

| Arbitro: | Glasmacher |

|            |           |           |
| Bauder 72’ | Marcatori | 33’ Kraus |

| Arbitro: | Sevinc |

|  |           |           |
|  | Marcatori | 50’ Nowak |

| Arbitro: | Heien |

|            |           |  |
| Bauder 89’ | Marcatori |  |

| Arbitro: | Stegemann |

|  |           |                   |
|  | Marcatori | 57’ (aut.) Tuncer |

| Arbitro: | Thomsen |

|                              |           |  |
| Bauder 10’ (rig.) Jansen 65’ | Marcatori |  |

| Arbitro: | Winkmann |

|                                               |           |  |
| Freiberger 21’, 85’ Chahed 34’ Grieneisen 36’ | Marcatori |  |

| Arbitro: | Brüggemann |

|  |           |                 |
|  | Marcatori | 10’, 35’ Pisano |

| Arbitro: | Altehenger |

|  |           |                       |
|  | Marcatori | 45’ Jansen 79’ Bauder |

| Arbitro: | Schmitz |

|  |           |               |
|  | Marcatori | 28’ Möllering |

| Arbitro: | Storks |

|                                        |           |  |
| Spinrath 25’ Wunderlich 69’ Candan 74’ | Marcatori |  |

| Arbitro: | Jolk |

|                       |           |                                   |
| Smykacz 82’ Nowak 90’ | Marcatori | 2’ Knetsch 64’ (rig.) Studtrucker |

| Arbitro: | Sevinc |

|                               |           |             |
| Bouhaddouz 58’, 88’ Mandt 67’ | Marcatori | 13’ Weigelt |

| Oberhausen 26 ottobre 2013, ore 14:00 CEST 14ª giornata | RW Oberhausen | 0 – 0 referto | F. Düsseldorf II | Niederrheinstadion (1 420 spett.)\| Arbitro: \| Börner \| |
| Arbitro:                                                | Börner        |               |                  |                                                           |

| Arbitro: | Steffens |

|  |           |                      |
|  | Marcatori | 5’ Landers 90’ Tyler |

| 9 novembre 2013 16ª giornata |  | – turno di riposo |  |  |

| Arbitro: | Stegemann |

|                     |           |              |
| Menke 1’ Jansen 58’ | Marcatori | 44’ Voorjans |

| Arbitro: | Stegemann |

|  |           |            |
|  | Marcatori | 24’ Jansen |

| Arbitro: | Waschitzki-Günther |

|  |           |              |
|  | Marcatori | 69’ Andersen |

#### Girone di ritorno
| Arbitro: | Weirich |

|            |           |              |
| Jansen 26’ | Marcatori | 54’ Neidhart |

| Arbitro: | Siewer |

|  |           |                      |
|  | Marcatori | 57’ Nowak 84’ Jansen |

| Arbitro: | Steffens |

|                                    |           |  |
| Fleßers 43’ Bauder 65’, 89’ (rig.) | Marcatori |  |

| Arbitro: | Hüwe |

|            |           |                         |
| Krause 71’ | Marcatori | 48’ Schikowski 70’ Haas |

| Arbitro: | Brüster |

|                                       |           |         |
| Schikowski 27’ Fleßers 45’ Bauder 69’ | Marcatori | 14’ Poß |

| Essen 1º marzo 2014, ore 14:00 CET 25ª giornata | Rot-Weiss Essen | 0 – 0 referto | RW Oberhausen | Stadion Essen (10 007 spett.)\| Arbitro: \| Steuer \| |
| Arbitro:                                        | Steuer          |               |               |                                                       |

| Arbitro: | Heinrichs |

|  |           |                            |
|  | Marcatori | 7’ Freiberger 74’ Hansmann |

| Arbitro: | Visse |

|          |           |                      |
| Lenz 86’ | Marcatori | 20’ Tyler 23’ Jansen |

| Arbitro: | Wollenweber |

|                              |           |           |
| Schneider 27’ Schikowski 51’ | Marcatori | 78’ Balci |

| Arbitro: | Brüggemann |

|             |           |                 |
| Hettich 34’ | Marcatori | 19’, 80’ Jansen |

| Arbitro: | Frömel |

|                   |           |            |
| Reiche 59’ (aut.) | Marcatori | 57’ Candan |

| Arbitro: | Maibaum |

|                              |           |                                   |
| Bednarski 8’ Studtrucker 10’ | Marcatori | 9’ Schikowski 32’ Jung 42’ Jansen |

| Arbitro: | Sauer |

|                   |           |             |
| Bauder 14’ (rig.) | Marcatori | 6’ Mentizis |

| Arbitro: | Bläser |

|  |           |            |
|  | Marcatori | 30’ Jansen |

| Oberhausen 26 aprile 2014, ore 14:00 CEST 34ª giornata | RW Oberhausen | 0 – 0 referto | Alemannia Aquisgrana | Niederrheinstadion (3 384 spett.)\| Arbitro: \| Börner \| |
| Arbitro:                                               | Börner        |               |                      |                                                           |

| 3 maggio 2014 35ª giornata |  | – turno di riposo |  |  |

| Arbitro: | Altgeld |

|  |           |                                         |
|  | Marcatori | 3’ Jansen 64’ (rig.) Bauder 89’ Fleßers |

| Arbitro: | Heien |

|                                  |           |            |
| Jansen 3’, 82’ Bauder 18’ (rig.) | Marcatori | 61’ Ferati |

| Arbitro: | Thomsen |

|                    |           |                                          |
| Sarisoy 55’ (rig.) | Marcatori | 6’ Fleßers 8’, 83’ Jansen 86’ Schikowski |

## Statistiche

### Statistiche di squadra
| Competizione       | Punti | In casa | In casa | In casa | In casa | In casa | In casa | In trasferta | In trasferta | In trasferta | In trasferta | In trasferta | In trasferta | Totale | Totale | Totale | Totale | Totale | Totale | DR  |
| Competizione       | Punti | G       | V       | N       | P       | Gf      | Gs      | G            | V            | N            | P            | Gf           | Gs           | G      | V      | N      | P      | Gf     | Gs     | DR  |
| ------------------ | ----- | ------- | ------- | ------- | ------- | ------- | ------- | ------------ | ------------ | ------------ | ------------ | ------------ | ------------ | ------ | ------ | ------ | ------ | ------ | ------ | --- |
| Regionalliga ovest | 69    | 18      | 7       | 7       | 4       | 22      | 16      | 18           | 13           | 2            | 3            | 29           | 18           | 36     | 20     | 9      | 7      | 51     | 34     | +17 |
| Totale             | 69    | 18      | 7       | 7       | 4       | 22      | 16      | 18           | 13           | 2            | 3            | 29           | 18           | 36     | 20     | 9      | 7      | 51     | 34     | +17 |

### Andamento in campionato
| Giornata  | 1 | 2  | 3 | 4 | 5 | 6 | 7 | 8 | 9 | 10 | 11 | 12 | 13 | 14 | 15 | 16 | 17 | 18 | 19 | 20 | 21 | 22 | 23 | 24 | 25 | 26 | 27 | 28 | 29 | 30 | 31 | 32 | 33 | 34 | 35 | 36 | 37 | 38 |
| --------- | - | -- | - | - | - | - | - | - | - | -- | -- | -- | -- | -- | -- | -- | -- | -- | -- | -- | -- | -- | -- | -- | -- | -- | -- | -- | -- | -- | -- | -- | -- | -- | -- | -- | -- | -- |
| Luogo     | T | C  | T | C | T | C | T | C | T | C  | T  | C  | T  | C  | T  |    | C  | T  | C  | C  | T  | C  | T  | C  | T  | C  | T  | C  | T  | C  | T  | C  | T  | C  |    | T  | C  | T  |
| Risultato | N | N  | V | V | V | V | P | P | V | P  | P  | N  | P  | N  | V  |    | V  | V  | P  | N  | V  | V  | V  | V  | N  | P  | V  | V  | V  | N  | V  | N  | V  | N  |    | V  | V  | V  |
| Posizione | 7 | 10 | 7 | 5 | 3 | 2 | 3 | 6 | 5 | 7  | 8  | 8  | 8  | 8  | 8  | 9  | 9  | 8  | 8  | 8  | 7  | 7  | 7  | 3  | 4  | 6  | 5  | 4  | 3  | 3  | 3  | 4  | 3  | 3  | 4  | 3  | 3  | 3  |

Legenda:

Luogo: C = Casa; T = Trasferta. Risultato: V = Vittoria; N = Pareggio; P = Sconfitta.

### Statistiche dei giocatori
| P. Bauder      | 30 | 10 | 7  | 0 |
| C. Caspari     | 24 | 1  | 2  | 0 |
| R. Fleßers     | 31 | 4  | 11 | 0 |
| M. Grumann     | 0  | 0  | 0  | 0 |
| F. Haas        | 29 | 1  | 5  | 2 |
| N. Hartmann    | 3  | 0  | 1  | 0 |
| F. Herzenbruch | 26 | 0  | 5  | 0 |
| T. Hötte       | 13 | 0  | 2  | 1 |
| D. Jansen      | 36 | 16 | 2  | 0 |
| G. Jung        | 22 | 1  | 4  | 0 |
| T. Krol        | 0  | 0  | 0  | 0 |
| K. Krystofiak  | 8  | 0  | 0  | 0 |
| P. Kühn        | 24 | 0  | 0  | 0 |
| M. Landers     | 29 | 1  | 4  | 0 |
| K. Menke       | 3  | 1  | 0  | 0 |
| S. Mützel      | 17 | 0  | 1  | 0 |
| P. Nettekoven  | 10 | 0  | 0  | 0 |
| J. Nowak       | 21 | 3  | 6  | 0 |
| A. Pollasch    | 9  | 0  | 0  | 0 |
| P. Schikowski  | 17 | 5  | 1  | 0 |
| P. Schmidt     | 9  | 0  | 0  | 0 |
| R. Schneider   | 26 | 1  | 4  | 0 |
| M. Smykacz     | 18 | 1  | 0  | 0 |
| K. Steuke      | 16 | 0  | 0  | 0 |
| P. Talarski    | 26 | 1  | 1  | 0 |
| R. Tyler       | 19 | 2  | 0  | 0 |
| B. Weigelt     | 29 | 1  | 6  | 0 |